# Spence River
Spence River är ett vattendrag i Australien. Det ligger i delstaten Tasmanien, i den sydöstra delen av landet, omkring 150 kilometer väster om delstatshuvudstaden Hobart.
I omgivningarna runt Spence River växer i huvudsak städsegrön lövskog. Trakten runt Spence River är nära nog obefolkad, med mindre än två invånare per kvadratkilometer. Genomsnittlig årsnederbörd är 2 407 millimeter. Den regnigaste månaden är september, med i genomsnitt 283 mm nederbörd, och den torraste är februari, med 92 mm nederbörd.